# Steinar Opstad

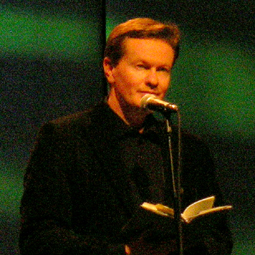
Steinar Opstad, 2007

Steinar Opstad (* 28. Juni 1971 in Stokke, Vestfold) ist ein norwegischer Dichter.
Sein literarisches Debüt gab er 1996 mit der Gedichtsammlung Tavler og bud, die ihm den Tarjei-Vesaas-Debütantenpreis einbrachte.
2003 wurde er mit dem renommierten Aschehougprisen für Synsverk ausgezeichnet.

## Werke
- 1996: Tavler og bud – Gedichte
- 1998: Den alminnelige – Gedichte
- 2000: Analfabetisk – Gedichte
- 2002: Synsverk – Gedichte
- 2005: Samle øksene inn for kvelden – Gedichte
- 2006: Det jeg synger om er enkelt – Gedichte
- 2009: Avhymninger – Gedicht
- 2012: Himmelretninger. Essays über Gedichte und Dichtung
- 2013: Å, høye dag – Gedichte
- 2015: Kjærlighetstapene – Gedichte